# Billaea trochanterata
Billaea trochanterata là một loài ruồi trong họ Tachinidae.